# 金子健司
金子 健司（かねこ けんじ　1960年-）は、日本の陸上競技選手・陸上競技指導者。やり投SM35日本記録保持者。日本陸上競技連盟投てきコーチ。日本マスターズ陸上競技連合普及振興部長。群馬県吾妻郡東吾妻町（旧吾妻町）出身。群馬県立中之条高等学校、国士舘大学体育学部卒業。

## 略歴
- 1978年、東京選手権にて65m46の群馬県高校新記録をマークする
- 1981年、76m98で全日本インターカレッジ優勝
- 1983年、群馬国体で79m62で3位となる。日本歴代5位
- 1986年、浜松中日カーニバルで73m26の新規格の群馬県新記録をマークする
- 1987年、70m30で日本選手権にて準優勝
- 1996年、67m72のSM35日本新記録を樹立
- 1997年、映画「北京原人 Who are you?」で原人の前に「槍を投げる選手」役で出演
- 2001年、アジアジュニア陸上競技選手権大会コーチ
- 2006年、60m40のM45日本新記録を樹立。全日本マスターズ陸上競技選手権SM45クラスで59m29を投げ優勝

## 主な著作・論文
- 「ジュニアオリンピック大会投てき種目に関する一考察」フューチャー・アスレティックス　第3号
- 「ニシ・ターボジャブトレーニング」ニシ・スポーツ（DVD）
- 月刊陸上競技トレーニング講座高校編　やり投担当（2001）

## 関連人物
- 金子宗平（1964年東京オリンピック代表・円盤投元日本記録保持者）
- 金子宗弘（シュトゥットガルト世界選手権代表・十種競技日本記録保持者）